# Рыслев, Аристарх Иванович
Аристарх Иванович Рыслев (14 апреля 1883 — 31 августа 1937) — депутат Государственной думы IV созыва.

## Биография
Уроженец села Олинское Оловской волости Читинского уезда Забайкальской области (ныне — Олинск в Нерчинском районе Забайкальского края). По происхождению белорус православного вероисповедания. Числился крестьянином в посёлке Алексеевка (Троицкая волость, Амурский уезд Амурской области). Среднее образование получил в 2-х классном училище Сретенской станицы. Работал рассыльным (Сретенское агентство амурского общества пароходства), конторщиком на участке Забайкальской железной дороги (позднее занимался её эксплуатацией). В 1906 году уехал в Благовещенск, откуда приехал на прииски товарищества наследников Труфанова в верховья реки Зеи, где работал заведующим материальной частью.
С 20 июня 1907 года работал в переселенческом управлении Благовещенского пункта (позднее стал делопроизводителем Суражевского переселенческого района). Вскоре непосредственно в посёлке Суражевский был избран уполномоченным от посёлка в работе по строительству Амурской железной дороги, а также в комиссии по строительству города Алексеевска. Сотрудничал с газетами города Благовещенска и писал репортажи по различным вопросам.

### В Государственной думе
20 октября 1912 года избран в Государственную думу IV созыва от городского и сельского населения (не инородцы и не казаки). Состоял в Трудовой группе и Сибирской парламентской группе. Работал в нескольких комиссиях (продовольственная, по старообрядческим делам, о путях сообщения, по переселенческим делам, по направлению законодательных предположений, земельная). Во время Февральской революции в 1917 году поддерживал связь с Государственной думой и участвовал в заседаниях Петроградского Совета рабочих и солдатских депутатов. Посещал воинские части в Петрограде и Архангельске для выяснения и улаживания конфликтов. В начале марта направил телеграмму к жителям Амурской области с сообщением о падении царского правительства, туда же направился в ранге комиссара Временного комитета Государственной Думы. Во время проезда по Амурской железной дороге и по прибытии на место читал речи о революционных событиях в Петрограде.
Позднее работал в Благовещенском комитете общественной безопасности. Был репрессирован в 1930-е годы и расстрелян в 1937 году.

## Сочинения
- Как произошел переворот (Сообщение депутата А. И. Рыслева) // Амурское эхо (Благовещенск). 1917. 18 и 21 апреля.

### Архивы
- Российский государственный исторический архив, Фонд 1278. Опись 9. Дело 690; Дело 1348. Лист 216.